# Luca Andrada
Luca Javier Andrada (nacido el 22 de abril de 2001 en Lanús, Buenos Aires, Argentina) es un futbolista argentino, juega de Mediocampista y su actual equipo es Ae Larissa de la Super league 2 de Grecia.

## Trayectoria
Nacido en Villa Diamante, Lanús, llegó al club a los siete años. Pinino, como es apodado, fue uno de los tantos chicos que el Lagarto Fleita hizo debutar en la Reserva. El mediocampista concentró por primera vez de cara al encuentro con Huracán.
Andrada debutó a los 18 años en Primera División en el 1-1 ante Defensa y Justicia de la mano de Eduardo Coudet en 2019. Su segundo partido fue en la última fecha antes del receso de verano, frente a Lanús en la derrota 1 a 0. Formó parte del plantel que se consagró campeón del Trofeo de Campeones en su primera edición.

## Características
Es un mediocampista muy dinámico y tiene un gran toque a la hora de tener que distribuir la pelota.También es multifunción, ya que puede ser utilizado como mediocampista central u ofensivo.
Como curiosidad Luca festejó los goles siempre de la misma manera. Cada vez que le toca marcar, Andrada se lleva un dedo índice a la sien en honor a su ídolo: Lisandro López.

## Clubes
| Club                   | País                | Año               | Partidos | Goles |
| ---------------------- | ------------------- | ----------------- | -------- | ----- |
| Racing Club            | Argentina           | 2019-2022         | 2        | 0     |
| Estudiantes de Caseros | Argentina           | 2022-presente     | 7        | 0     |
| Total en la carrera    | Total en la carrera | 2019 - Actualidad | 9        | 0     |

Datos:

## Palmarés
| Título                              | Club        | País      | Año  |
| ----------------------------------- | ----------- | --------- | ---- |
| Trofeo de Campeones de la Superliga | Racing Club | Argentina | 2019 |